# Crepis clausonis
Crepis clausonis là một loài thực vật có hoa trong họ Cúc. Loài này được (Pomel) Pomel mô tả khoa học đầu tiên năm 1875.